# Eduardo Flaquer
Eduardo Flaquer Vázquez (4 de noviembre de 1896 – 18 de agosto de 1951) fue un jugador de tenis español que representó a España en la Copa Davis y en los Juegos Olímpicos. Compitió en el evento de individuales en los Juegos Olímpicos de Verano de 1924, llegando a la segunda ronda en la que perdió contra Jean Washer. Con su compatriota Ricardo Saprissa compitió en el evento de dobles masculinos y llegó a la tercera ronda. En dobles mixtos hizo equipo con su compatriota Lilí Álvarez y llegaron a los cuartos de final.
Compitió en los Campeonatos de Wimbledon de 1922 y llegó a la cuarta ronda del evento de individuales en la que perdió contra Pat O'Hara Wood. En los Campeonatos de Wimbledon de 1923 llegó a la final del evento de dobles con Manuel de Gomar.

## Finales de Grand Slam

### Dobles (1 subcampeón)
| Resultado | Año  | Campeonato | Superficie | Compañero       | Oponentes                      | Marcador           |
| --------- | ---- | ---------- | ---------- | --------------- | ------------------------------ | ------------------ |
| Derrota   | 1923 | Wimbledon  | Césped     | Manuel de Gomar | Leslie Godfree Randolph Lycett | 3–6, 4–6, 6–3, 3–6 |